# Härlövs socken
Härlövs socken i Småland ingick i Allbo härad i Värend, ingår sedan 1971 i Alvesta kommun och motsvarar från 2016 Härlövs distrikt i Kronobergs län.
Socknens areal är 14,54 kvadratkilometer, varav land 12,28. År 2000 fanns här 131 invånare. Kyrkbyn Härlöv med sockenkyrkan Härlövs kyrka ligger i socknen. 

## Administrativ historik
Härlövs socken har medeltida ursprung.
Vid kommunreformen 1862 övergick socknens ansvar för de kyrkliga frågorna till Härlövs församling och för de borgerliga frågorna till Härlövs landskommun.  Denna senare inkorporerades 1952 i Alvesta köping som 1971 ombildades till Alvesta kommun. Församlingen uppgick 2010 i Alvesta församling.
1 januari 2016 inrättades distriktet Härlöv, med samma omfattning som församlingen hade 1999/2000.
Socknen har tillhört samma fögderier och domsagor som Allbo härad. De indelta soldaterna tillhörde Kronobergs regemente, Norrvidinge kompani.

## Geografi
Härlövs socken ligger vid sjön Furen och består av odlingsbygd vid sjön och skogsbygd i övrigt.

## Fornminnen
Ett gravröse från bronsåldern och några järnåldersgravfält finns här.

## Namnet
Namnet (1273 Härälde), taget efter kyrkbyn, har oklar tolkning där samband med ordet härälde, stenmoras har föreslagits.

### Fotnoter
1. 1 2 3  Svensk Uppslagsbok andra upplagan 1947–1955: Härlöv socken
2. 1 2  Harlén, Hans; Harlén Eivy (2003). Sverige från A till Ö: geografisk-historisk uppslagsbok. Stockholm: Kommentus. Libris 9337075. ISBN 91-7345-139-8
3. ↑  ”Församlingar”. Statistiska centralbyrån. https://www.scb.se/hitta-statistik/regional-statistik-och-kartor/regionala-indelningar/forsamlingar/. Läst 30 december 2022.
4. ↑  Administrativ historik för Härlöv socken (Klicka på församlingsposten). Källa: Nationella arkivdatabasen, Riksarkivet.
5. 1 2  Sjögren, Otto (1931). Sverige geografisk beskrivning del 2 Östergötlands, Jönköpings, Kronobergs, Kalmar och Gotlands län. Stockholm: Wahlström & Widstrand. Libris 9939
6. 1 2 3  Nationalencyklopedin
7. ↑  Fornlämningar, Statens historiska museum: Härlövs socken
8. ↑  Fornminnesregistret, Riksantikvarieämbetet: Härlövs socken Fornminnen i socknen erhålls på kartan genom att skriva in sockennamn (utan "socken") i "Ange geografiskt område"